# Bataille de Kanōguchi
La bataille de Kanōguchi (加納口の戦い, Kanōguchi no Tatakai) se déroule au cours de l'époque Sengoku, XVIe siècle de l'histoire du Japon.
Dans le cadre de la très longue rivalité entre Oda Nobuhide et Saitō Dōsan, avec la défense par ce dernier de sa position dans la province de Mino, ils s'affrontent sur le champ de bataille à Kanōguchi. La bataille se termine par une défaite pour Nobuhide, père du fameux Oda Nobunaga, avec la perte de deux de ses très proches parents. Après la défaite de Nobuhide, le nom de Dōsan se répand dans tout le Japon.
La paix se fait entre les deux clans quand ils concluent une entente pour que Nobunaga épouse Nohime, la fille de Dōsan.

## Source de la traduction
- (en) Cet article est partiellement ou en totalité issu de l’article de Wikipédia en anglais intitulé « Battle of Kanōguchi » (voir la liste des auteurs).